# Kell egy Álom
A Kell egy Álom Fenyő Miklós 2007-ben megjelent szólóalbuma. A különféle stílusú, de jórészt az 1960-as évek nosztalgikus hangulatát őrző dalokból öt (1, 5, 6, 9, 10) az Aranycsapat című musicalből való. Az album összes dala Fenyő Miklós szerzeménye.

## Dalok
- Kell egy Álom
- Fejre áll a ház
- Csavarog a villamos
- New York days, New York nights
- Subidubi május
- Szabad Európa
- Meccset nézek, és hozzá sört iszok
- Minden kocka fordul
- Csak a foci van
- Százlábugi
- A szemed ugye csillog még (Dollyval közösen)
- Úgy, mint régen

## Közreműködők
- Fenyő Miklós: ének
- Végh Balázs: dob, tamburin, bongó, kolomp
- Novai Gábor: basszusgitár, basszusbalalajka, akusztikus gitár, vokál
- Harsányi Zsolt: rock and roll gitár
- Tóth András: country gítár, dobró gitár
- Pirisi László: zongora, szintetizátor, tangóharmónika, vokál hangszerelés, vokál
- Novai Gábor: vokál hangszerelés, zeneri rendező
- Sima Anikó: női vokál
- Vasvári Viktória: női vokál
- Pejtsik Péter: vonós hangszerelés, karnagy
- Dudinszki Zoltán: fúvós kórus és big band hangszerelés, szaxofonok, klarinét
- Szalóki Béla: harsona, trombita
- Dolly: ének (A szemed ugye csillog még)